# Karuś Kahaniec

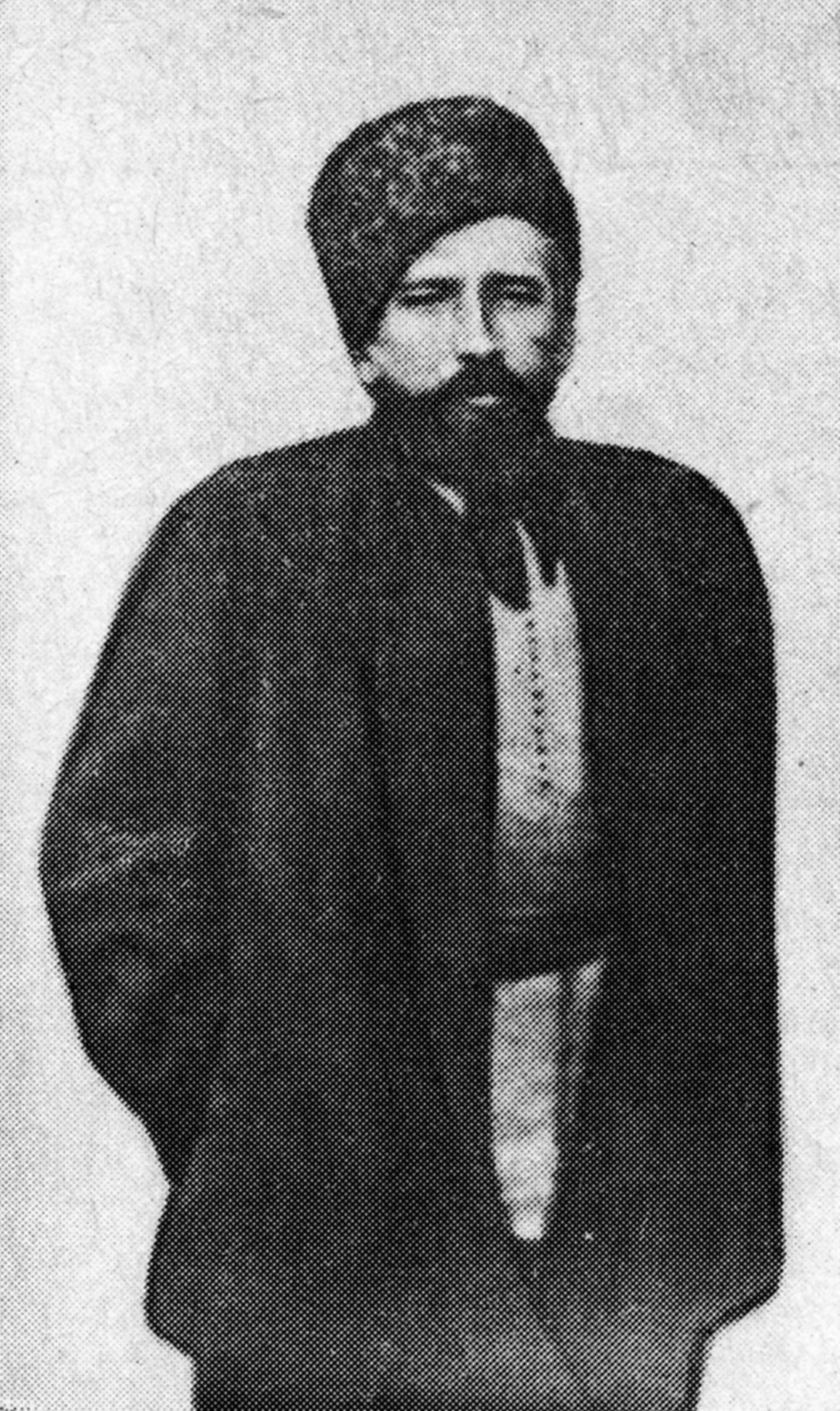
Karuś Kahaniec

Karuś Kahaniec, biał. Карусь Каганец, właśc. Kazimierz Rafał Kostrowicki, syn Karola, pseud. K. Kahaniec, Budzimir, K. Szaszal, K. Kaczaniec, K. K. (ur. 10 lutego 1868 w Tobolsku, zm. 20 maja 1918 w Przymogile koło Kojdanowa) – białoruski poeta, dramaturg, językoznawca, rzeźbiarz, działacz narodowo-kulturalny.

## Pochodzenie
Ojcem Kazimierza był Karol, syn Samuela i brat Kazimierza – seniora. Bracia za udział w powstaniu styczniowym stracili rodowy majątek Nowosiółki Małe (sąsiednia wieś Nowosiółki Wielkie została sprzedana przez Kostrowickich Zdziechowskim w 1860 roku), a Karola zesłano na Sybir. Byli spokrewnieni z Guillaume'em Apollinaire'em.

## Powrót do Kraju
W 1874 roku powrócił wraz z rodziną w okolice Mińska, gdzie zamieszkał w Zasulu i Przymogile koło Kojdanowa. Tuż po powrocie do kraju został osierocony przez ojca, przez pięć lat pracował jako pasterz.
W młodości pobierał nauki w mińskiej szkole miejskiej, później studiował w Moskwie malarstwo i rzeźbę. Pierwsze próby literackie poczynił w 1893 roku. Po ożenieniu się osiadł w Lisiej Norze koło Przymogiły – imał się różnych prac dorywczych, m.in. w pracowni artystycznej w Rydze, w mińskim towarzystwie dobroczynności czy podczas budowy kolei żelaznej w Lidzie. Angażował się w działalność rewolucyjną.
W latach 90. XIX wieku publikował w prasie lokalnej, m.in. w „Mińskim listoku” i „Siewiero-zapadnym kraju”. W 1902 roku znalazł się wśród założycieli Białoruskiej Socjalistycznej Hramady – pracował nad jej programem. W marcu 1905 roku uczestniczył w I Włościańskim Zjeździe Białorusi. Za działalność polityczną aresztowany na kilka miesięcy przez władze carskie, po zwolnieniu pracował m.in. jako leśnik i nauczyciel malarstwa. Współpracował z prasą białoruską, m.in. „Naszą Niwą”, wydał pierwszy podręcznik do białoruskiego pisany cyrylicą Беларускі лемантар, або Першая навука чытання (1906).